# Alexander Lee (cónego)
Alexander Lee (também Leigh) (morto em cerca de 1503) foi um cónego de Windsor de 1469 a 1480.

## Carreira
Ele foi King's Scholar no Eton College, depois educado no King's College, Cambridge, onde se formou em BA, MA e LLD.
Ele foi por alguns anos o embaixador residente do rei na Escócia.
Ele foi nomeado:
- Reitor de Fen Ditton, Cambridgeshire 1468-1473
- Esmoler para o rei Eduardo IV
- Prebendário de York 1471 - 1501
- Reitor da Igreja de Santa Brígida 1471 - 1485
- Prebendário de Barneby, Howden, 1478
- Prebendário de Ripon 1481 - 1491
- Reitor de Spofforth 1481 - 1499
- Chanceler Temporal da Catedral de Durham, 1490
- Reitor de Houghton-le-Spring 1490 - 1500

Ele foi nomeado para a décima primeira bancada na Capela de São Jorge, Castelo de Windsor em 1469 e ocupou a canonaria até 1480.